# جوني إنجلش ريبورن (فلم)
جوني إنجلش ريبورن إنتاج 2011 هو فيلم الكوميدي تجسس بريطاني يسخر من جيمس بوند العميل السري الفيلم هو تتمة لجوني إنجلش (2003)، بطولة روان أتكينسون وجيليان أندرسون وروزاموند بايك وإخراج أوليفر
باركر.

## وصلات خارجية
- مقالات تستعمل روابط فنية بلا صلة مع ويكي بيانات